# Poliedro de Steffen

Poliedro de Steffen

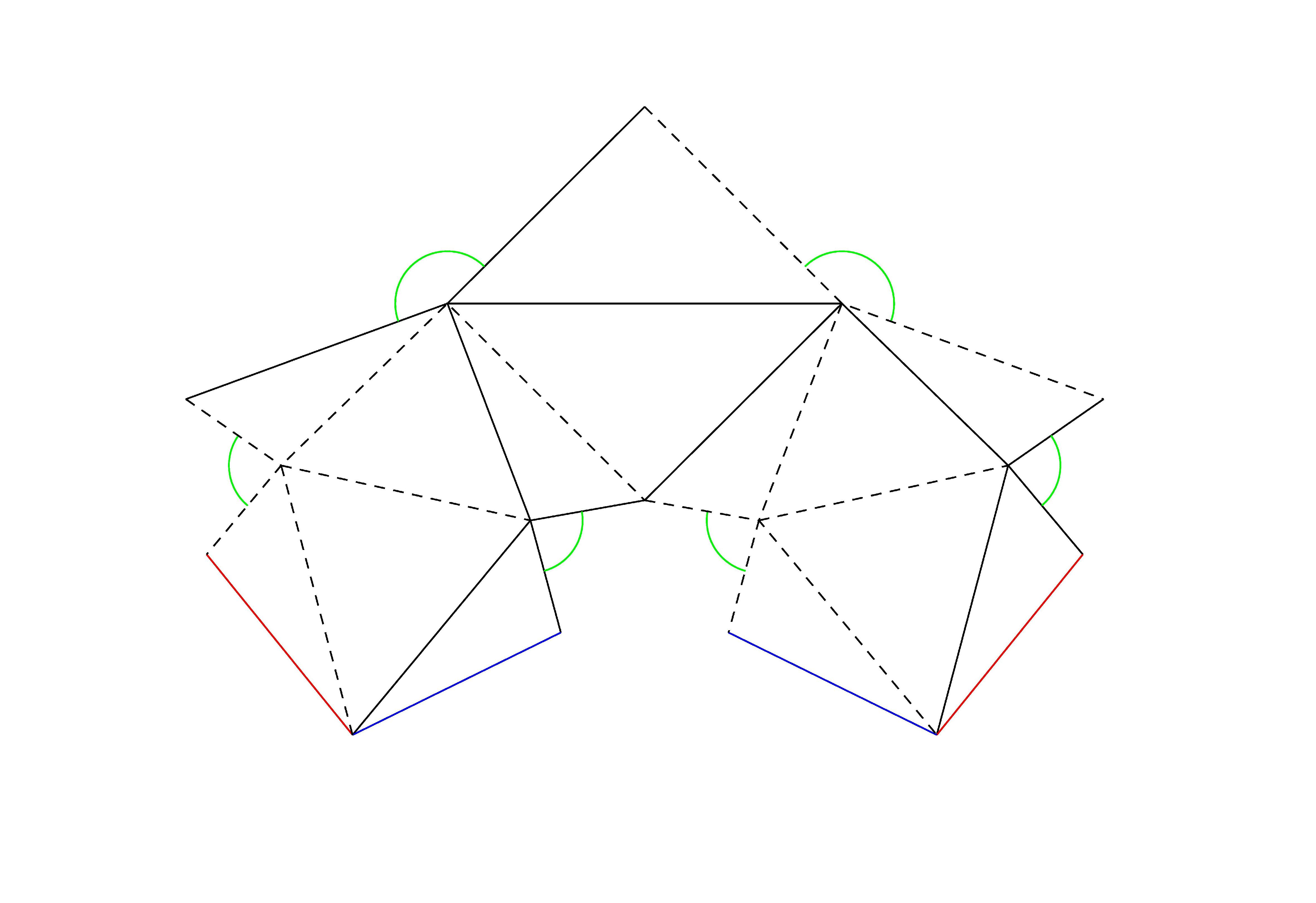
Desarrollo del poliedro de Steffen. Las líneas continuas y discontinuas representan pliegues de montaña y pliegues de valle respectivamente

En geometría, el poliedro de Steffen es un poliedro flexible descubierto en 1978 por el matemático alemán Klaus Steffen, de quien recibió el nombre. Se basa en el octaedro de Bricard, pero a diferencia de este último, su superficie no se cruza. Con nueve vértices, 21 aristas y 14 caras triangulares, es el poliedro flexible no cruzado más simple posible. Sus caras se pueden descomponer en tres subconjuntos: dos zonas de seis triángulos de un octaedro de Bricard y dos triángulos más (los dos triángulos centrales de la red que se muestran en la ilustración) que unen estas dos zonas.
Obedece a la conjetura fuerte de los fuelles, lo que significa que (al igual que el octaedro de Bricard en el que se basa) su invariante de Dehn permanece constante a medida que se flexiona.